# Plectocolea subamoena
Plectocolea subamoena là một loài Rêu trong họ Jungermanniaceae. Loài này được S. Winkl. mô tả khoa học đầu tiên năm 1976.